# Det goda livet
Det goda livet, musikalbum av Ulf Lundell som släpptes 18 november 1987.

## Låtlista
1. Klockan och korset
2. In i det vilda igen
3. Danielas hus
4. Kid
5. Älskad igen
6. Uppdrag
7. Dagar utan slut
8. Gränsen
9. Skyll på stjärnorna
10. Det goda livet

### Extraspår
1. Långt ute på piren (från CD-versionen 1989)
2. Underlig kärlek (från remastrade versionen 2000)
3. Vänd dej inte om (från remastrade versionen 2000)
4. Meteoriter (från remastrade versionen 2000)
5. Tack för det du sa (från remastrade versionen 2000)

## Medverkande
- Ulf Lundell - sång, gitarr, munspel
- Janne Bark - gitarr
- Peter Puders - gitarr
- Hasse Olsson) - klaviatur
- Niklas Strömstedt - piano
- Backa Hans Eriksson - bas
- Niels Nordin - trummor
- Per Malmstedt - Synth & trummaskinsprogrammering
- Körer - Vicki Benckert, Maria Blom, Marie Fredriksson, Lasse Lindbom & Niklas Strömstedt

## Listplaceringar
| Lista (1987-1988) | Topplacering |
| ----------------- | ------------ |
| Sverige           | 5            |